# Pedicularis dissecta
Pedicularis dissecta là loài thực vật có hoa thuộc họ Cỏ chổi. Loài này được (Bonati) Pennell & H.L. Li mô tả khoa học đầu tiên năm 1949.